# La Tanche
Vous lisez un « bon article » labellisé en 2012.
Pour les articles homonymes, voir Tanche (homonymie).
La Tanche est un chalutier français utilisé pour diverses activités entre sa mise en service en 1918 à La Rochelle et son naufrage en 1940 à la sortie de la rade de Lorient.
Le navire sert d'abord comme patrouilleur par la Marine française en 1919. Il est ensuite racheté par le secrétariat à la marine marchande en 1920 pour être utilisé par l'Office scientifique et technique des pêches maritimes jusqu'en 1928. Il est ensuite racheté par un armateur de Fécamp pour naviguer comme chalutier jusqu'en 1940.
Lors de la bataille de France, il rejoint le port de Lorient, le 19 juin 1940, et y embarque près de 250 personnes dont de nombreux jeunes de l'école des apprentis mécaniciens de la flotte qui fuient eux aussi l'avancée des troupes allemandes. Le même jour, il saute sur une mine dans la passe Ouest des Courreaux de Groix à 16 h 10. Seule une douzaine de passagers et de membres de l'équipage survivent au naufrage.

## Conception

### Développement de la flotte de chalutiers-patrouilleurs
Lors de la Première Guerre mondiale, la Marine française procède à la réquisition de bateaux de pêche afin d'effectuer différentes opérations militaires le long des côtes françaises. Après quelques transformations, ils  sont jugés opérationnels pour remplir dans des conditions acceptables les missions qui leur sont confiées. Cette expérience incite l'état-major à commander, le 13 décembre 1916, huit chalutiers-patrouilleurs aux chantiers Delaunay Belleville de La Rochelle.
La Tanche est l'un de ces 8 petits bâtiments construits par le chantier, avec L'Ablette, L'Anguille II, Le Barbeau, La Brême, Le Brochet, La Truite, et La Perche. À l'exception de ce dernier qui est construit à Nantes, tous sont construits à La Rochelle. La guerre entraînant de nombreux retards dans la construction de ces unités, La Tanche n'est achevée que le 9 juin 1918.

### Caractéristiques
La Tanche a comme les autres unités de cette série, une longueur hors-tout de 40,22 m et une largeur de 7,12 m. Son tirant d'eau est de 4,87 m. Sa jauge brute est de 276,55 tonneaux et sa jauge nette de 90,79 tonneaux.
Il est propulsé par une machine alternative à vapeur à triple expansion de 450 chevaux, ce qui permet à La Tanche de naviguer à une vitesse de 9 nœuds.
Dans sa configuration initiale, il est équipé d'un canon de 90 mm et d'un canon de 47 mm.

## Exploitation

### Marine française
Il entre en service actif pour la marine nationale le 10 décembre 1918, et est placé, le 22 janvier 1919, en réserve dans la flottille de la zone Loire dans le groupe B, basé à Lorient. Le 25 du même mois, il est affecté à la flottille de Syrie, mais le 14 février 1919 un contre-ordre le réaffecte à Rochefort pour intégrer la division de patrouille du golfe de Gascogne, où il reste jusqu'au 25 septembre de la même année. À cette date, il est affecté à la flottille de Provence et y est armé comme garde-pêche un mois plus tard.
À la fin de l'année 1919, il fait partie d'un groupe de 71 patrouilleurs dont la marine cherche à se défaire après-guerre, et est envoyé à Marseille pour y être désarmé.

### Marine marchande
La Tanche est acquis par le secrétariat à la marine marchande afin d'être reversé à l'Office scientifique et technique des pêches maritimes. Il quitte Marseille pour Lorient le 1er février 1920. Après une escale à Vigo le 18 février, il arrive en Bretagne le 20 février. Son espace intérieur est transformé dans l'arsenal de Lorient : les cales à poissons sont deviennent six pièces pouvant contenir des laboratoires et des soutes pour divers équipements.
Entre le 6 juin 1921 et le 1er août 1928 la Tanche travaille depuis Lorient pour des campagnes de recherche dans différents domaines. Un équipage de 18 hommes dont trois garde-pêche assurent ainsi pendant sept ans des missions dans le golfe de Gascogne et au large des côtes du Maroc. Il est sous le commandement de Raymond Rallier du Baty, puis de deux officiers des Équipages de la flotte, et est équipé de bouteilles à renversement avec thermomètres et de plusieurs dragues de prélèvement pouvant opérer jusqu'à une profondeur supérieure à 1 000 mètres. Tous les ans, à l'exception de 1925, le navire effectue une campagne de quatre mois sur la façade Atlantique. Celles-ci portent sur la migration des thons et sur l'influence du bruit des hélices sur les poissons entre autres.
L'Office scientifique et technique des pêches maritimes connaît cependant des difficultés financières malgré l'aide de la marine nationale et doit se séparer de La Tanche. Le navire est finalement retiré du service le 28 novembre 1928 et mis en vente.

### Pêche
La Tanche est revendu le 20 avril 1930 à un chantier de démolition, mais est ensuite de nouveau revendu à un armateur de Fécamp, Merrienne Frères. Il est réaménagé au Havre pour être transformé à nouveau en chalutier, et reprend ses nouvelles activités la année. Son équipage est alors composé de trente personnes et pratique la pêche au hareng en utilisant la technique des filets maillants.
Il est ainsi utilisé comme bateau de pêche jusqu'au début de la Seconde Guerre mondiale. Il est réquisitionné au début du conflit, le 9 septembre 1939, par la marine nationale qui envisage sa militarisation le 16 septembre ; mais la reconversion est abandonnée dès le 20 septembre, et le navire est rendu à son propriétaire dès le 20 octobre suivant. Il poursuit ses activités de pêche au hareng, puis au maquereau pendant toute la période de la drôle de guerre.

## Fin du bateau

### Exode vers Lorient
| \| Lorient Groix La Tanche \| Localisation de l'épave |
| Lorient Groix La Tanche                               |

L'exode de civils fuyant l'avancée des troupes allemandes en mai-juin 1940 amène de nombreuses personnes à Lorient. Dès le 15 juin, les navires présents dans la ville commencent à évacuer la population par la mer ; certains navires mettent le cap vers l'Angleterre. Des mines maritimes sont mouillées dans la rade de Lorient par des bombardiers allemands pour éviter que des navires ne puissent rejoindre les troupes alliés.
Le 18 juin, le préfet maritime ordonne à tous les bateaux de pêche d'évacuer Lorient et de nombreux civils et soldats fuient par la même occasion l'avancée allemande. La Tanche arrive dans ce contexte dans le port le matin du 19 juin, au retour d'une campagne de pêche au maquereau. Il rejoint un autre bateau du même armateur, Le Saint Pierre, arrivé à Lorient dans les mêmes circonstances.
Au matin du 19 juin, il ne reste plus que ces deux chalutiers au port de pêche de Keroman qui puissent servir aux réfugiés. Les 70 tonnes de charbon nécessaires au fonctionnement des bateaux sont chargées à la main, les grutiers du port ayant quitté la ville la veille. Le premier des deux bateaux, Le Saint Pierre, appareille le même jour avec à son bord des réfugiés, des soldats français et polonais de Coëtquidan et des soldats de différentes unités ,.

### Naufrage
Vers 15 h, La Tanche appareille à son tour avec environ 250 personnes à son bord dont des apprentis de l'école des mécaniciens de la Marine nationale. Il s'engage dans la passe Ouest des Courreaux de Groix à 16 h, mais celle-ci n'a pas encore été draguée alors que des avions allemands y ont largué des mines sous-marines. À 16 h 10, il saute à la sortie de la rade, dans les Courreaux de Groix, sur une des mines magnétiques mouillées par un avion allemand à proximité des rochers nommés « Les Errants » et « La Truie » et coule en quelques minutes. Le Courrier de Groix est le premier bateau à arriver sur les lieux, suivis par une pinasse de Gâvres.
Très peu de rescapés sont dénombrés, à peine une douzaine, dont plusieurs meurent de leurs blessures. Cent dix-sept corps seront ensuite repêchés dans les mois suivants, dans une zone s'étendant de Clohars-Carnoët à Quiberon.

## Postérité

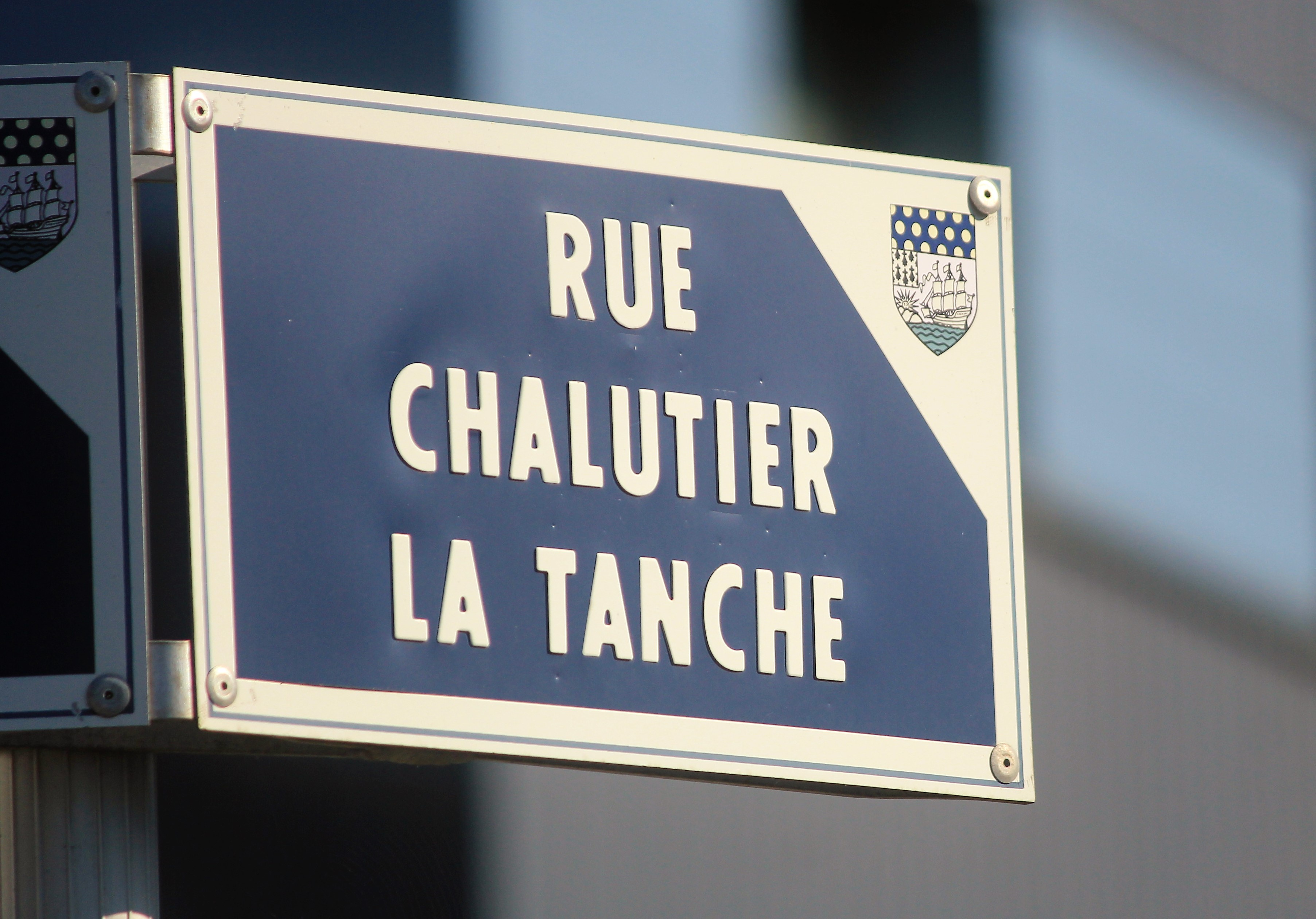
Une rue est nommée en l'honneur du chalutier et des victimes de son naufrage à Lorient.

Plusieurs victimes sont enterrées dans les jours suivant le naufrage au cimetière de Beg tal Men à Larmor-Plage. La municipalité fait par la suite élever un monument portant l'inscription « La commune de Larmor-Plage Aux Naufragés de La Tanche Morts pour La France Le 19 juin 1940 ». Les morts repêchées les jours suivants et dont les corps n'ont pas été réclamés ou identifiés, sont enterrées à Lorient dans le cimetière de Kerentrech. D'autres sont aussi enterrées au cimetière de Groix.
Une stèle à la mémoire des morts, victimes de ce naufrage, est érigée au cimetière de Kerentrech à Lorient en 1987. Des commémorations ont lieu tous les ans aux cimetière de Beg tal Men à Larmor-Plage et de Kerentrech à Lorient.

## Sources